# دنی مک‌گرین
دنی مک‌گرین (انگلیسی: Danny McGrain؛ زادهٔ ۱ مهٔ ۱۹۵۰) بازیکن فوتبال اهل اسکاتلند بود.
از باشگاه‌هایی که در آن بازی کرده‌است می‌توان به باشگاه فوتبال سلتیک و باشگاه فوتبال همیلتون آکادمیکال اشاره کرد.
وی همچنین در تیم‌های ملی فوتبال زیر ۲۱ سال اسکاتلند و اسکاتلند بازی کرده‌است.